# Нингё (мифология)

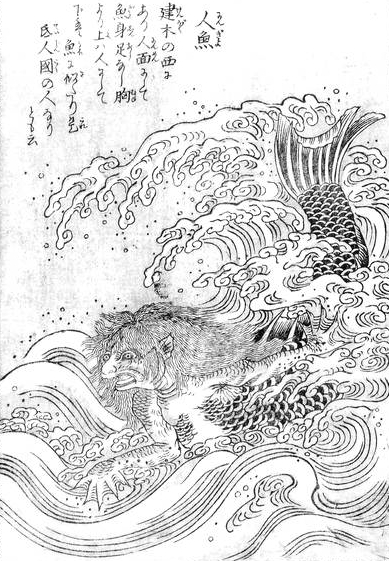
«Человек-рыба» (иллюстрация Ториямы Сэкиэна из Кондзяки Хякки-суй, 1780 год)

Нингё (яп. 人魚 — «человек-рыба», часто переводится как «русалка») — бессмертное существо, подобное рыбе, из японского фольклора. В древности описывался с человечьим лицом, обезьяньим ртом, полным мелких зубов, рыбьим хвостом и блестящей золотой чешуёй. Обладал тихим голосом, сходным с пением жаворонка или звучанием флейты. Его мясо имеет приятный вкус, и те, кто его отведал, достигнет необычайного долголетия. Однако, поимка нингё, по поверью, приносила бури и неудачу, поэтому рыбаки, которые вылавливали этих существ, отпускали их обратно в море. Нингё, выброшенный на берег, был предзнаменованием войны или бедствия.

## История Яо-химэ
Одна из самых известных японских народных сказок о нингё называется «Яо Бикуни» (八百比丘尼 — «восемьсот (лет) буддийской служительницы») или «Хаппяку Бикуни». История рассказывает, как рыбак, который жил в провинции Вакаса, однажды поймал необычную рыбу. В течение всех лет, в которые приходилось промышлять рыбалкой, никогда ему не попадалось ничего подобного, поэтому рыбак пригласил в гости своих друзей, чтобы отведать мяса добытого существа.
Один из гостей, однако, заглянув на кухню, заметил, что голова этой рыбы напоминала человеческое лицо, и предупредил остальных, чтобы они не притрагивались к сомнительной пище. Таким образом, когда рыбак закончил приготовление своего кушанья и предложил своим гостям отведать жареного мяса нингё, те тайно завернули его в бумагу и спрятали на себе, чтобы выбросить по дороге домой.
Но один человек, не в меру пьяный, забыл выбросить странную рыбу. У него была малолетняя дочь, которая, когда отец прибыл домой, потребовала от него какой-нибудь гостинец, и тот по неосторожности отдал ей жареное мясо. Придя в себя, отец попытался остановить её от вкушения странной пищи, опасаясь отравления, но к тому времени было поздно, дочка уже всё съела. А так как ничего плохого с девочкой не произошло, то этот человек больше о произошедшем не беспокоился.
Прошли годы, девочка Яо-химэ выросла и вышла замуж. Но после этого она больше не старела, имея всё тот же молодой вид 15-летней девушки, в то время как первый муж состарился и умер. После многих лет неувядающей молодости и неоднократного вдовства женщина стала буддийской монахиней и странствовала по различным странам. Наконец, она возвратилась в свой родной город в Вакасе, где закончила свою жизнь в возрасте 800 лет. А в честь неё был построен храм.

## Культурное влияние
- Образцы поддельных нингё находятся в японском «Национальном музее этнологии»[1][2].
- В префектуре Окинава существует поверье, что есть мясо нингё — путь к неудачам, поэтому местные жители не едят дюгоней.
- Манга и аниме «Mermaid Forest» («Русалочий цикл») писательницы-мангаки Румико Такахаси основаны на мотивах сказки о Яо-химэ, когда главные герои обретают бессмертие, отведав в разное время мясо русалки-нингё.
- В манге и аниме «My Bride is a Mermaid» («Морская невеста») главный женский персонаж, как и многие другие, является русалкой (нингё).
- В видеоигре «Touhou Kishinjou ~ Double Dealing Character» (Touhou 14) босс 2 уровня — нингё Вакасагихимэ.
- В видеоигре «Sekiro: Shadows Die Twice» один из сюжетных боссов — Падшая монахиня по имени Яо.
- Сказочная история о Яо-химэ (Хаппяку Бикуни) легла в основу сюжета фантастического рассказа Сакё Комацу «Смерть Бикуни».